# SN 2006ic
SN 2006ic – supernowa typu II odkryta 6 września 2006 roku w galaktyce A220903+1750. W momencie odkrycia miała maksymalną jasność 20,30m.